# Gobernación de Al Wusta
Central (en árabe: الوسطى āl-Ūsṯā) es una de las regiones (mintaqah) de Omán.
Al Wusta está compuesta por cuatro vilayatos: Haima, Duqm, Mahout y Al Jazer.
- Datos: Q958518
- Multimedia: Al-Wusta Governorate, Oman / Q958518